# 무주로
무주로(Muju-ro)는 전북특별자치도 무주군 안성면죽천교차로에서 무주군 무주읍압치터널를잇는 전북특별자치도의 도로이다. 

## 주요 경유지
전북특별자치도
- 무주군 (안성면 . 적상면 . 무주읍)

## 노선
| 이름                     | 접속 노선                                                  | 소재지        | 소재지                                        | 비고                                                       |
| 장무로와 직결            | 장무로와 직결                                              | 장무로와 직결 | 장무로와 직결                                 | 장무로와 직결                                              |
| ------------------------ | ---------------------------------------------------------- | ------------- | --------------------------------------------- | ---------------------------------------------------------- |
| 죽천삼거리               | 지방도 제727호선 (덕유산로)                                | 무주군        | 안성면                                        |                                                            |
| 죽천 교차로              | 제35호선 통영대전고속도로 국가지원지방도 제49호선 (안성로) | 무주군        | 안성면                                        |                                                            |
| 상이목 교차로 (상이목교) | 원통사로                                                   | 무주군        | 안성면                                        |                                                            |
| 중산 교차로              | 칠연로                                                     | 무주군        | 안성면                                        |                                                            |
| 구량천교                 |                                                            | 무주군        | 안성면                                        |                                                            |
| 금평 교차로              | 금평길                                                     | 무주군        | 안성면                                        |                                                            |
| 금평교                   |                                                            | 무주군        | 안성면                                        |                                                            |
| 사교교                   |                                                            | 무주군        | 안성면                                        |                                                            |
| 사전교                   |                                                            | 무주군        | 안성면                                        |                                                            |
| 사전 교차로              | 국가지원지방도 제49호선 (안성로)                           | 무주군        | 안성면                                        | 국가지원지방도 제49호선과 중복                             |
| 사산 교차로              | 국가지원지방도 제49호선 (치마재로)                         | 무주군        | 적상면                                        | 국가지원지방도 제49호선과 중복                             |
| 대촌교                   |                                                            | 무주군        | 적상면                                        |                                                            |
| 대촌1교                  |                                                            | 무주군        | 적상면                                        |                                                            |
| 사내 교차로              | 밀모길                                                     | 무주군        | 적상면                                        |                                                            |
| 적성 교차로 (사내교)     | 여용로                                                     | 무주군        | 적상면                                        | 국도 제30호선과 중복                                       |
| 구억교                   |                                                            | 무주군        | 적상면                                        | 국도 제30호선과 중복                                       |
| 사천 교차로              | 구리골로                                                   | 무주군        | 적상면                                        | 국도 제30호선과 중복                                       |
| 적상산터널               |                                                            | 무주군        | 적상면                                        | 국도 제30호선과 중복 연장 433m                             |
| 길왕교                   |                                                            | 무주군        | 적상면                                        | 국도 제30호선과 중복                                       |
| 길왕 교차로              | 적장산로                                                   | 무주군        | 적상면                                        | 국도 제30호선과 중복                                       |
| 적성천교                 |                                                            | 무주군        | 적상면                                        | 국도 제30호선과 중복                                       |
|                          | 무주읍                                                     | 무주군        |                                               | 국도 제30호선과 중복                                       |
| 적상터널                 |                                                            | 무주군        | 국도 제30호선과 중복 연장 약80m               |                                                            |
| 가림교                   |                                                            | 무주군        | 국도 제30호선과 중복                          |                                                            |
| 가림 교차로              | 제35호선 통영대전고속도로                                  | 무주군        | 국도 제30호선과 중복                          |                                                            |
| 가옥 교차로              | 국도 제37호선 (무금로)                                     | 무주군        | 국도 제30호선, 국도 제37호선과 중복           |                                                            |
| 싸리재터널               |                                                            | 무주군        | 국도 제30호선, 국도 제37호선과 중복 연장 385m |                                                            |
| 당산 교차로              | 한풍루로                                                   | 무주군        | 국도 제37호선과 중복                          |                                                            |
| 무주1 교차로             | 지방도 제727호선 (괴목로) 한풍루로                         | 무주군        | 국도 제37호선과 중복                          |                                                            |
| 칠리1교 칠리2교          |                                                            | 무주군        |                                               |                                                            |
| 압차터널                 |                                                            | 영동군        | 학산면                                        | 국도 제19호선 구간 영동 방향 연장 480m 무주 방향 연장 500m |
| 영동로와 직결            |                                                            |               |                                               |                                                            |

## 주요 건물 및 시설
- 무주IC만남의광장휴게소 (무주로 1739/가옥리 300)